# Anyma
Anyma es el proyecto en solitario de Matteo Milleri, un DJ y productor italo-estadounidense también conocido como la mitad del dúo Tale of Us y cofundador de Afterlife Records. El EP debut del proyecto, Claire, se lanzó en junio de 2021 y contó con varias colaboraciones, así como el primer video musical NFT de tamaño completo del mundo. El segundo EP, Sentient, siguió en julio de 2021. El álbum completo Genesys salió en agosto de 2023 y fue seguido un año después por Genesys II . Anyma ha colaborado con artistas como Grimes, Sevdaliza, Ellie Goulding y CamelPhat .

## Historia

### 2021: Debut en solitario
Matteo Milleri de Tale of Us lanzó el proyecto musical Anyma en 2021.  
El EP debut del proyecto, Claire, se lanzó en junio de 2021 en Rose Avenue Records    y contó con colaboraciones con Janus Rasmussen y Delhia de France.   La canción principal estuvo acompañada por el primer video musical NFT de tamaño completo y definición completa del mundo, creado por el artista berlinés Marigoldff y IOR50 Studio.    
El segundo EP de Anyma, Sentient, salió en julio de 2021, en Afterlife Records.   

### 2022-2023:Genesys
El primer álbum de larga duración del proyecto, Genesys, se lanzó el 11 de agosto de 2023, aunque se esperaba que saliera en octubre de 2021.    Consistía en 14 temas y contaba con artistas invitados como Grimes, Sevdaliza, CamelPhat, Chris Avantgarde, Rebuke y Cassian. 

### 2024-presente:Genesys II,El fin de Genesysy residencia en Sphere
El 29 de marzo de 2024, Anyma publicó su segundo álbum de estudio, Genesys II .   El 15 de julio, se anunció que Milleri encabezaría una residencia, "Afterlife presenta Anyma: The End of Genesys", en el Sphere de Las Vegas, desde finales de diciembre hasta principios de 2025.       El 10 de enero de 2025, Anyma lanzó " Hypnotized ", una colaboración con la cantante de electropop Ellie Goulding, como el sencillo principal de su próximo tercer álbum de estudio. La canción fue recibida con gran aclamación por parte de los críticos.   "Hypnotized" alcanzó el número 1 en el Dance/Mix Show Airplay, convirtiéndose en el primer sencillo número 1 de Anyma en cualquier lista de Billboard .  El 14 de febrero lanzó "Voices in My Head" con Argy y Son of Son, como segundo sencillo del álbum.  Durante el último show de su residencia, Milleri confirmó que su próximo álbum se titularía The End of Genesys y saldría el 23 de mayo.   El 25 de marzo, se informó que Milleri había firmado un acuerdo de publicación global con Kobalt Music Group .  

## Fusión Melódica y Visual
El sonido de Anyma está influenciado por el house melódico y el techno, con elementos de ambient, electrónica y música clásica . 
Sus presentaciones en vivo están diseñadas para crear un paisaje sonoro y visual que permite al público interactuar con el arte digital y la música.    

## Vida personal
Matteo Milleri nació en la ciudad de Nueva York, hijo del magnate empresarial italiano Francesco Milleri .  Se mudó a Italia a una edad temprana y conoció a Carmine Conte en Milán en 2008 mientras estudiaba ingeniería de sonido en el Instituto SAE . Formaron el dúo Tale of Us y se mudaron a Berlín, donde se convirtieron en un artista destacado en la escena de la música electrónica. También fundaron su propio sello, Afterlife, en 2016, que también organiza eventos. 
Milleri se casó con la supermodelo italiana Vittoria Ceretti en 2020.   En junio de 2023, Ceretti anunció su separación de Milleri en un video de TikTok.  Milleri no ha hecho comentarios sobre su estado civil ni sobre su relación con Ceretti.
En marzo de 2024, se hizo público que Milleri está en una relación con Grimes . 

## Discografía

### Álbumes de estudio
- Génesis (2023)
- Génesis II (2024)
- El fin de Genesys (2025) [42]

### EP
| Título   | Detalles |
| -------- | --- |
| Sentient | - Publicado: 4 de junio de 2021 - Etiqueta: Grabaciones de la vida después de la muerte - Formatos: descarga digital, transmisión  |
| Claire   | - Publicado: 16 de julio de 2021 - Etiqueta: Grabaciones de la vida después de la muerte - Formatos: descarga digital, transmisión |

### Individual
| Título                                                   | Año  | Álbum             |
| -------------------------------------------------------- | ---- | ----------------- |
| "Claire" (con Janus Rasmussen)[con Delhia De France]     | 2021 | Claire            |
| "Relámpago sobre el cielo" (con lente de Amelie)         | 2021 |                   |
| "Caminar"                                                | 2021 |                   |
| "Bienvenido a la Ópera" (con Grimes)                     | 2022 | Genesys           |
| "Conciencia" (con Chris Avantgarde y Eric Prydz)         | 2022 | Genesys           |
| "El signo" (con CamelPhat)                               | 2022 | Genesys           |
| "Eternidad" (con Chris Avantgarde )                      | 2023 | Genesys           |
| "Explora tu futuro"                                      | 2023 | Genesys           |
| "Syren" (con Rebūke )                                    | 2023 | Genesys           |
| "Poder Superior" (con Argy y MAGNUS)                     | 2023 | Genesys II        |
| "Simulación" (con Chris Avantgarde )                     | 2023 | Genesys II        |
| "Fotos de ti"                                            | 2024 | Genesys II        |
| "Ángel en la oscuridad" (con Massano y Nathan Nicholson) | 2024 | El fin de Genesys |
| "Hipnotizado" (con Ellie Goulding)                       | 2025 | El fin de Genesys |
| "Voces en Mi Cabeza" (con Argy e Hijo del Hijo)          | 2025 | El fin de Genesys |
| "Neverland (de Japón)" (con Baset )                      | 2025 | El fin de Genesys |

### Remezclas
| Title                                                  | Artist(s)                        | Year | Album     |
| ------------------------------------------------------ | -------------------------------- | ---- | --------- |
| "My Only Love" (Tale of Us & Anyma Remix)              | Moby & Mindy Jones               | 2020 |           |
| "Running Up That Hill (A Deal with God)" (Anyma Remix) | Kate Bush                        | 2021 |           |
| "Alive" (Anyma Remix)                                  | RÜFÜS DU SOL                     | 2021 | Surrender |
| "My City's on Fire" (Anyma & Cassian Remix)            | Jimi Jules                       | 2023 |           |
| "Say Yes to Heaven" (Anyma Remix)                      | Lana Del Rey                     | 2023 |           |
| "Time's a Fantasy" (Anyma Remix)                       | Portugal. The Man & Jeff Bhasker | 2023 |           |
| "Black Dress" (Anyma Remix)                            | 070 Shake                        | 2023 |           |
| "Last Night" (Anyma & Layton Giordani Remix)           | Loofy                            | 2024 |           |
| "Eusexua" (Anyma Remix)                                | FKA Twigs                        | 2024 | Eusexua   |
| "Move" (Anyma & Cassian Remix)                         | Adam Port, Stryv & Malachiii     | 2025 |           |
| "Dreamin'" (Anyma Remix)                               | Dom Dolla & Daya                 | 2025 |           |